# Ludwig-Thoma-Gymnasium Prien
Das Ludwig-Thoma-Gymnasium Prien am Chiemsee (LTG) befindet sich in Prien am Chiemsee im Landkreis Rosenheim. Es ist benannt nach dem Heimatdichter Ludwig Thoma, der einen Teil seiner Kindheit und Jugend in einem Hotel verbrachte, dessen Räumlichkeiten heute wieder schulisch genutzt werden.

## Geschichte
Im März 1949 fanden sich auf Initiative des aus Gstadt stammenden Josef Donaubauer viele interessierte Familien aus dem nördlichen Chiemgau zusammen, um ihren Kindern eine höhere Schulbildung ohne unzumutbar langen Schulweg zu ermöglichen. Am 25. August 1949 wurde daraufhin die „Elternvereinigung Realschule Prien“ gegründet und zum 9. September 1949 als eingetragener Verein errichtet.

### 1949–1953: Private Realschule
In zwei angemieteten Zimmern eines Gasthauses in Sankt Salvator wurde am 14. November 1949 der Unterricht aufgenommen mit 18 Mädchen und 31 Buben in zwei Klassen.
Das Schulgeld betrug in den ersten Jahren 15.– DM pro Monat mit der Möglichkeit einer Ermäßigung bei Härtefällen. Auf Grund des großen Einzugsgebiets wurde damals bereits die Einführung eines privaten Schulautobusses beraten.
Im zweiten Schuljahr 1950/51 wurde eine dritte Klasse aufgenommen und dafür ein weiterer Raum in St. Salvator angemietet. Auch in den Schuljahren 1951/52 und 1952/53 kamen jeweils eine weitere Klasse neu hinzu, und die Gaststätte in St. Salvator war trotz Erweiterungsbaus nicht weiter in der Lage, die Schule zu beherbergen, sodass der Markt Prien am 14. April 1953 beschloss das vormalige Hotel Kampenwand an der Seestraße in Prien anzukaufen und an den Trägerverein der Schule zu vermieten.

### 1953–1955 Private Ludwig-Thoma-Realschule
Da im neuen Schulgebäude der bayerische Heimatdichter Ludwig Thoma seine Jugend verbracht hatte, wurde die Schule in „Private Ludwig-Thoma-Realschule“ umbenannt.
Damit war die Schule an einen zentralen, leicht zu erreichenden Standort gerückt und erfreute sich weiteren Zulaufs. Im Schuljahr 1953/54 waren es in der dann 6-stufigen Schule bereits 227 Schüler mit 8 hauptamtlichen und 10 nebenamtlichen Lehrkräften, gleichzeitig standen erstmals 20 Internatsplätze zur Verfügung für Schüler mit unverhältnismäßig weiter Anreise.
Auf Grund des stetigen Anwachsens der Schülerzahl – das Ludwig-Thoma-Gymnasium war weiterhin die einzige höhere Lehranstalt in einem sehr großen Einzugsgebiet – wurde bereits 1954 die Planung eines großen, modernen Schulgebäudes begonnen und mit dem naturwissenschaftlichen Trakt auch im Jahr 1954/55 der erste Bauabschnitt in Angriff genommen. Kurz vor der Eröffnung des Traktes am 28. Oktober 1955 wurde die Schule amtlich zur „Oberrealschule“ und damit zur Schule mit 9 Klassenstufen hochgestuft.

### 1955–1960 Private Ludwig-Thoma-Oberrealschule
Am 1. Juli 1956 erhielt die Schule die staatliche Anerkennung und damit die Erlaubnis zur Abnahme der Abiturprüfung. Am 18. Juli 1957 konnte der erste Abiturientenjahrgang mit 1 Schülerin und 5 Schülern entlassen werden.
Zum Schuljahr 1958/59 waren bereits 365 Schüler in 13 Klassen (vier Klassenstufen waren doppelzügig) eingeschrieben, der Mädchenanteil lag bei etwa 30 %. An der Schule waren 16 hauptamtliche und 12 nebenamtliche Lehrkräfte tätig, dazu Personal zur Betreuung der 51 Internatsschüler.

### 1960–1965 Ludwig-Thoma-Oberrealschule
Am 1. Oktober 1960 wird die Schule verstaatlicht. Nach Einigung mit dem Grundeigentümer konnte 1960/61 der zweite Bauabschnitt errichtet werden, um die inzwischen 374 Schüler in 15 Klassen zu unterrichten, die Zahl der Lehrer betrug 28 zuzüglich zwei Erziehern und 9 weiteren Heimangestellten.
Im Schuljahr 1964/65 wurde ein Zweig mit Englisch als 1. Fremdsprache angegliedert. In 17 Klassen unterrichten 26 hauptamtliche und 8 nebenberufliche Lehrkräfte 429 Schüler und Schülerinnen.

### Seit 1965: Ludwig-Thoma-Gymnasium

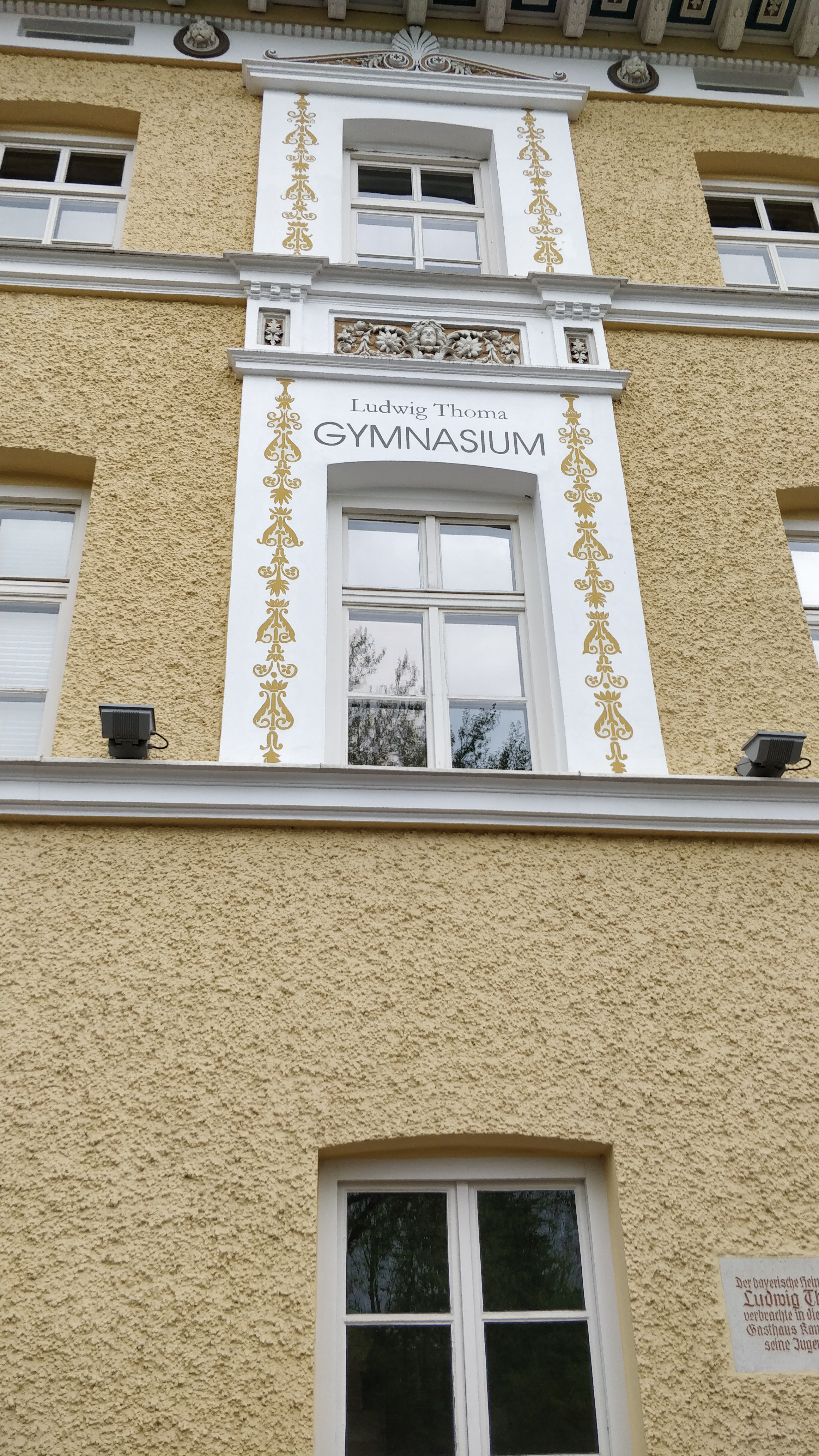
Vormaliges Hotel Kampenwand, jetzt erstes Schulgebäude. Rechts unten im Bild ein Teil des Hinweises auf Ludwig Thoma

Zum 1. September 1965 wird der Schule die Bezeichnung „Ludwig-Thoma-Gymnasium, Mathematisch-naturwissenschaftliches und neusprachliches Gymnasium“ verliehen. 458 Schüler und Schülerinnen in 18 Klassen machten es erneut notwendig, für die Erweiterung der Schule Planungen aufzunehmen. In den Jahren 1966/67 wurde der dritte Bauabschnitt errichtet und zum 11. November 1967 eingeweiht.
1973 erweiterte der neue naturwissenschaftliche Trakt das Schulgebäude mit hörsaalähnlichen Räumen für Physik, Biologie und Chemie sowie die Sammlungen dieser Fächer.
Seit dem Jahr 2006 werden die nunmehr 6 Schulgebäude Zug um Zug saniert und renoviert, 2006 zunächst das vormalige Hotel Kampenwand, 2017 die beiden Bauabschnitte 2 und 3. Der ursprüngliche Bauabschnitt eins aus den Jahren 1954/55 wird im Jahr 2018[veraltet] abgerissen und durch einen neu geplanten Trakt ersetzt werden, um den heutigen Anforderungen an die Schule gerecht zu werden.